# A magyar helyesírás szabályai
A magyar helyesírás szabályai a Magyar Tudományos Akadémia által kiadott kötet (AkH., szabályzat és szójegyzék), amely a magyar helyesírást szabályozza. Legújabb, 12. kiadása 2015. augusztus végén  jelent meg a boltokban, hivatalosan pedig szeptember 3-án mutatták be az MTA székházában. Csupán kisebb mértékű változásokat hozott, többek között olyanokat, amelyek a meglévő írásmód mellett más (elterjedt) formákat is helyesnek fogadnak el.
Az előző, 1984-es, 11. kiadás 2016. szeptember 1-jéig az előzővel párhuzamosan érvényes volt, így egy évig még mindkétféle írásmód elfogadható maradt. Ezt követően a 2017. tavaszi érettségiig még el kellett fogadni a 11. kiadás szerinti helyesírást, középszintű és az alatti értékeléskor három év a türelmi idővel, 2018 szeptemberéig volt elfogadható.

## Története
Az alábbiakban a jelentősebb módosításokat tartalmazó, főbb kiadások szerepelnek önálló pontokba szedve. (A köztes megjelenéseket itt lenyomatnak nevezzük, bár korábban sokszor „kiadás”-ként jelentek meg.)
- 1832: Magyar helyesirás’ és szóragasztás’ főbb szabályai (Magyar Tudományos Akadémia, akkori nevén: Magyar Tudós Társaság)

A kiadvány jelentősége, hogy korszakhatárnak tekintjük: az ezt megelőző időszakot régi magyar helyesírásnak, az ezt követőt mai magyar helyesírásnak tekintjük.
- - Lenyomatok: 1834 (2. kiadásnak nevezve), 1838 (3.), 1840 (4.), 1841 (5.), 1843 (6.), 1844 (7.), 1847 (8., jav.), 1851 (9., jav.), 1853 (10., jav.) – utolsóként
- 1877:[6] A magyar helyesírás elvei és szabályai
  - Lenyomatok: 1879 (2. kiadásként), 1884 (3.), 1888 (4.), 1890 (5.), 1891 (6.), 1899 (számozatlan)
- 1901:[7] A magyar helyesírás szabályai – az előzőhöz képest változatlan
  - Lenyomatok: 1901 (ugyanazon évben újra) és 1902. Az MTA 1915-ben javaslatot adott ki, melynek új lenyomata 1921-ben jelent meg: ezek készítették elő az 1922-ben kiadott, átdolgozott szabályzatot.
  - Ezzel párhuzamosan jelent meg először – Simonyi Zsigmond vezetésével – 1903-ban az ún. iskolai helyesírás – a tanítás számára a vallás- és közoktatásügyi miniszter rendeletével kötelezően előírt, haladóbb helyesírás.[8] Az ebben foglalt változásokat az MTA jelentős részben elfogadta és beépítette soron következő főbb kiadásába.
- 1922: (azonos címmel)
  - Lenyomatok: 1923 (2. kiadásként, több lenyomatban), 1927 (3. k., több lenyomatban), 1931 (4. k., több lenyomatban), 1936 (5. k.), 1937 (6. k.), 1938 (7., javított és bővített kiadás, több lenyomatban), 1940 (8., több lenyomatban), 1950 (9., átdolgozott és bővített kiadás)
- 1954: (azonos címmel), formailag az előző kötet 10. kiadásaként, de néhány jelentősebb módosítással (ezt követően 23 lenyomatban és utánnyomással jelent meg: ezeket már nem új kiadásként jelölték meg)
- 1984: (azonos címmel), formailag 11. kiadásként (ezt követően 2014-ig 12 – olykor bővített – lenyomatban jelent meg)[9]
  - Kisebb változásokkal: 2015: (azonos címmel), formailag 12. kiadásként

A jelenleg érvényes kiadás 2015. augusztus végén jelent meg. A megelőző, 1984-es, tizenegyedikként számontartott változat – ha csak a lényegesen módosított kiadásokat vesszük figyelembe – a legelsőhöz képest valójában mindössze az ötödik (legfeljebb hatodik) kiadásnak tekinthető (azon belül a legkésőbbi a tizenkettedik, példaanyagában átdolgozott lenyomata volt).
A magyar helyesírás szabályaira nyelvészkörökben az AkH., illetve (kiadástól függően) AkH.11 vagy AkH.12 rövidítéssel szoktak hivatkozni (az „akadémiai helyesírás” alapján).
Az először 1999-ben, majd utána több utánnyomásban megjelent, még a 11. kiadáson alapuló Magyar helyesírási szótár tartalmazza 140 000 szó és szókapcsolat írásmódját. A jelenlegi legfrissebb és legbővebb helyesírási útmutató és példatár az Osiris Kiadó Helyesírás című kézikönyve (2006, közli és értelmezi az AkH. szabályait, útmutatást ad azokon a részterületeken is, melyeket a szabályzat nem tárgyal, szótári része 210 000-nél több szóalakot tartalmaz).

## A 2015-ben kiadott új szabályzatról
- Nesztek, reformhelyesírás (Zsadon Béla, 2008. augusztus 4.)
- Állítsátok meg az elefántot! (Korrektorblog, 2008. november 3.)
- Mi változik az új helyesírási szabályzatban? (nyest.hu, 2013. március 7.)
- Interjú dr. Prószéky Gáborral a 12. kiadás elveiről, céljairól (anyanyelvápoló.hu, 2015. május 28.)
- A helyesírás eddig ésszerű volt, most észszerű lesz (Index.hu, 2015. június 26.) – a változások bemutatásával
- Keszler Borbála részletes tanulmánya a változások bemutatásával

## Interneten elérhető formái
- A magyar helyesírás szabályai, 12. kiadás a Magyar Tudományos Akadémia oldalán
- A magyar helyesírás szabályai, 11. kiadás a Magyar Elektronikus Könyvtárban

### Ajánlott irodalom
- Szemere Gyula: Az akadémiai helyesírás története (1832–1954), Budapest, Akadémiai Kiadó, 1974
- Deme László – Fábián Pál – Bencédy József: A magyar helyesírás rendszere, Budapest, Akadémiai Kiadó, 1966